# Szarvasól-barlang
A Szarvasól-barlang Magyarország megkülönböztetetten védett barlangjai között van. Az Aggteleki Nemzeti Park területén található. A barlang az Aggteleki-karszt és a Szlovák-karszt többi barlangjával együtt a világörökség része. Régészeti leletek kerültek elő belőle.

## Leírás
A Haragistya-fennsíkon, Magyarország és Szlovákia közös határának közelében, egy töbör oldalának DNy-i részén, a töbör aljától 6 m-rel feljebb elhelyezkedő sziklaudvarban, sziklakibúvásban nyílik a barlang bejárata. A barlangbejárat természetes úton alakult ki, 4 m széles és 2 m magas. A barlang bejárati része a barlang belseje felé lejt. A barlang bejárati csarnoka tulajdonképpen egy felszakadt barlangjárat. Az elágazó, egyszintes, inaktív víznyelőbarlang középső triász wettersteini mészkőben alakult ki. Létrejöttét a tektonikus repedések segítették.
A morfológiai kisformák közül találhatóak benne gömbüst, mennyezeti csatorna és ujjbegykarr. Falain kondenz borsókő, típusos, gömbös borsókő, cseppkőbekérgezés, heliktit, függőcseppkő, szalmacseppkő, állócseppkő, cseppkőléc és hegyitej figyelhető meg. Cseppkőképződményei fejletlenek. A pusztuló állapotban lévő barlang vízszintes kiterjedése 20 m. A kőzet vastagsága sehol sem haladja meg a 10 m-t a barlang felett. Az engedély nélkül, barlangjáró alapfelszereléssel megtekinthető, lezáratlan barlang tág járatai könnyen járhatók.
Cserépdarabok kerültek elő belőle. A barlang alján sok kitöltés van. A Fejérdy István és Holly István által írt tanulmány szerint kutatásakor találtak a barlangkitöltésben, kb. 60 cm mélységben faszénnyomokat. Egy körültekintő régészeti ásatás valószínűleg további leleteket eredményezne, és egy további járatok feltárására irányuló kutatás is sikeres lehet. A barlang régészeti lelőhely azonosító száma 82635.
Előfordul a barlang az irodalmában Szarvasól (Jaskó 1933), Szarvasól barlang (Jakucs 1957) és Szarvasól-lyuk (Strömpl 1912) neveken is. 1943-ban volt először Szarvasól-barlangnak nevezve a barlang az irodalmában (Szenes 1943).

## Kutatástörténet
A barlang régóta nyitott, amit a benne talált cseréptöredékek bizonyítanak. Strömpl Gábor 1911 nyarán járt a területen. Az 1912. évi Földtani Közlönyben megjelent tanulmánya szerint a Szarvasól-lyuk a Haragistya erdőség keleti részén lévő sziklaodú. Az 1933. évi Földrajzi Közleményekben publikált, Jaskó Sándor által írt munkában az olvasható, hogy a Szarvasól száraz, majdnem vízszintes barlang, amely 18 m hosszú, végén pedig törmelékkel van eltömődve. A tanulmányban van egy térkép, melyen látható a barlang földrajzi elhelyezkedése. A Budapesti Egyetemi Turista Egyesület barlangkutatói 1943. július–augusztusban, eredményes régészeti ásatást végeztek a barlangban.
Vértes László 1953-ban vizsgálta meg a barlangot. A Karszt- és Barlangkutatási Tájékoztató 1960. novemberi füzetében részletesen le van írva a Szarvasól-barlang. A dolgozatban publikálva lett a barlang alaprajz térképe és kifejtett függőleges vetületi rajza. A leírók megfigyelték, hogy májusban és júniusban is vannak gyakran jégképződmények a 32 m hosszú barlangban. Az 1962-ben kiadott, A barlangok világa című könyvben meg van említve a barlang. 1966 nyarán a Szabó József Geológiai Technikum Barlangkutató Csoportjának tagjai tekintették meg a barlangot. Az 1975-ben kiadott, Jakucs László által szerkesztett útikalauz szerint a Haragistya-tetőn van a Szarvasól-barlang bejárata. Nagy előcsarnokból és kis alsó teremből áll, amelyeket szűk nyílás köt össze. A barlangból történelem előtti cseréptöredékek kerültek elő.
Az 1976-ban befejezett, Bertalan Károly által írt, Magyarország barlangleltára című kéziratban az olvasható, hogy a Szarvasól-barlang Aggteleken helyezkedik el. A barlang bejárata a haragistyai erdészháztól ÉK-re, 600 m-re, az államhatártól 150 m-re, beszakadás Ny-i oldalában van. Kb. 25 m hosszú és kb. 8 m mély a régi víznyelőbarlang. A kézirat barlangot ismertető része 3 irodalmi mű alapján lett írva. A Bertalan Károly és Schőnviszky László által összeállított, 1976-ban megjelent Magyar barlangtani bibliográfia barlangnévmutatójában meg van említve az Aggteleki-karszton lévő barlang Szarvasól-barlang néven. A barlangnévmutatóban fel van sorolva 4 irodalmi mű, amelyek foglalkoznak a barlanggal.
A Papp Ferenc Barlangkutató Csoport 1981. évi jelentésében részletesen le van írva a barlang. A kéziratba bekerült egy 1981 augusztusában készült, felszíni helyszínrajz tektonikai vázlattal és a barlang 1981 augusztusában készült vízszintes vetület térképe. Ez utóbbin ábrázolva van egy ásatási terület. A jelentés 4. oldalán az van írva, hogy bontást végeztek a barlangban, a 42. oldalon pedig az, hogy nem végeztek. A jelentés szerint nem terveztek a későbbiekben komoly bontómunkát végezni benne, de tervezték, hogy a Herman Ottó Múzeummal felveszik a kapcsolatot, majd egy kutatóárkot mélyítenek a kitöltésébe, amivel megállapíthatnák, hogy van-e még a barlang üledékében régészeti lelet.
Az 1981. évi MKBT Beszámolóban az olvasható, hogy a Szarvasól-barlang bejárata 6 m széles és 8 m magas. A kiadványban publikálva lett az 1981 augusztusában készült térképvázlat, melyen látható a barlang földrajzi elhelyezkedése. A megjelentetett jelentésben közzé lett téve a barlang 1981 augusztusában készült vízszintes vetület térképe. Az 1984-ben megjelent, Magyarország barlangjai című könyv országos barlanglistájában szerepel az Aggteleki-karszton lévő barlang Szarvasól-barlang néven. A listához kapcsolódóan látható az Aggteleki-karszt és a Bükk hegység barlangjainak földrajzi elhelyezkedését bemutató 1:500 000-es méretarányú térképen a barlang földrajzi elhelyezkedése. 1985-ben az MKBT XXX. országos vándorgyűlésének egyik túracélpontja volt.
Az 1990. évi Karszt és Barlangban közölt, Sásdi László által írt publikációban az olvasható, hogy a barlang inaktív víznyelő. A barlang az Aggteleki-karszt és a Szlovák-karszt többi barlangjával együtt 1995 óta a világörökség része. Móga János 2001-ben kiadott tanulmánya szerint a barlang egy idős barlangroncs, amely valószínűleg a pleisztocén elején alakult ki. A 2002–2003. évi Karszt és Barlangban publikált, Holly Istvánról szóló nekrológban az van írva, hogy Holly István Fejérdy Istvánnal együtt közölt cikket az 1960. évi Karszt- és Barlangkutatási Tájékoztatóban a Szarvasól-barlangról.
Az Aggteleki Nemzeti Park Igazgatóság működési területén lévő, 5440/7 nyilvántartási számú Szarvasól-barlang, 2006. február 28-tól, a környezetvédelmi és vízügyi miniszter 8/2006. KvVM utasítása szerint, megkülönböztetett védelmet igénylő barlang. Egri Csaba 2009-ben megírta a barlang állapotfelvételi kéziratát. Holl Balázs (a Papp Ferenc Barlangkutató Csoport tagja) 2011-ben felmérte a barlangot, majd a felmérés adatainak felhasználásával elkészítette a barlang alaprajz térképét, oldalnézeti rajzát és metszetrajzát. Az Aggteleki Nemzeti Park Igazgatóság működési területén lévő és 5440-7 kataszteri számú Szarvasól-barlang, 2012. február 25-től, a vidékfejlesztési miniszter 4/2012. (II. 24.) VM utasítása szerint, megkülönböztetetten védett barlang. 2013. augusztus 12-től a belügyminiszter 43/2013. (VIII. 9.) BM rendelete szerint a Borsod-Abaúj-Zemplén megyei, aggteleki, 5440-7 barlangkataszteri számú és 82635 lelőhely-azonosítójú Szarvasól-barlang régészeti szempontból jelentős barlangnak minősül.